# Nationalité sarroise
Le parlement du Territoire de Sarre (protectorat français) vote le 15 juillet 1948 en vertu de l'article 66 §2 de la Constitution sarroise une loi sur la nationalité en vertu de laquelle les Sarrois bénéficient de la nationalité sarroise tandis que le reste de la population, y compris les Allemands, sont considérés comme étant de nationalité étrangère. 
Les habitants sont divisés en deux catégories, 
- les Rotpässler, titulaires d'une carte d'identité de catégorie A, « Sarrois de naissance ou de longue date ou des personnes qui s'étaient illustrées dans la lutte contre le nazisme »,
- et les Graupässler, titulaires d'une carte d'identité de catégorie B, « personnes de nationalité allemandes domiciliées en Sarre ou certains Sarrois au passé contestable »[2].

La double nationalité franco-sarroise est licite, mais non la double nationalité germano-sarroise.
Le 31 décembre 1956, des modifications et abrogations d'articles de la constitution sarroise, dont celui sur la nationalité sarroise, sont publiées au Journal officiel, pour entrer en vigueur le 1er janvier 1957, date de l'intégration à la RFA.

## Galerie

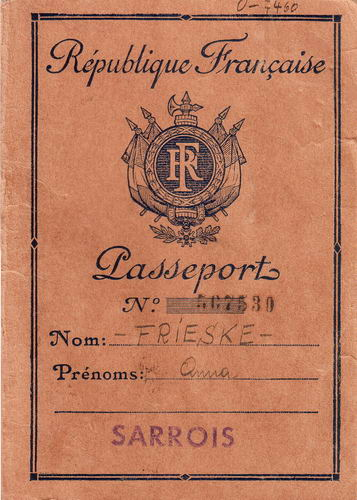
Passeport émis pour les Sarrois à l'époque du Protectorat de Sarre (1946-1957).
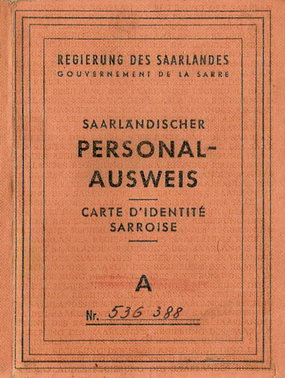
Carte d'identité de type A (Rot) émise pour les Sarrois à l'époque du Protectorat de Sarre (1946-1957).
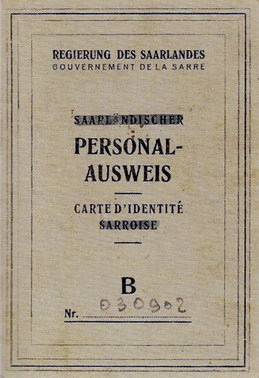
Carte d'identité de type B (Grau) émise pour les Sarrois à l'époque du Protectorat de Sarre (1946-1957).